# Ness Ziona
Ness Ziona (Hebreeuws: נס ציונה) is een stad in het Israëlische district Centrum. In 2009 telde de stad 38.100 inwoners.
De stad dateert uit 1883. Inwoners verhieven in januari 1948 hun stem in protest tegen de behandeling van hun Palestijnse streekgenoten (getuige dagboek van David Ben Goerion). De plaats kreeg in 1992 de status van stad.

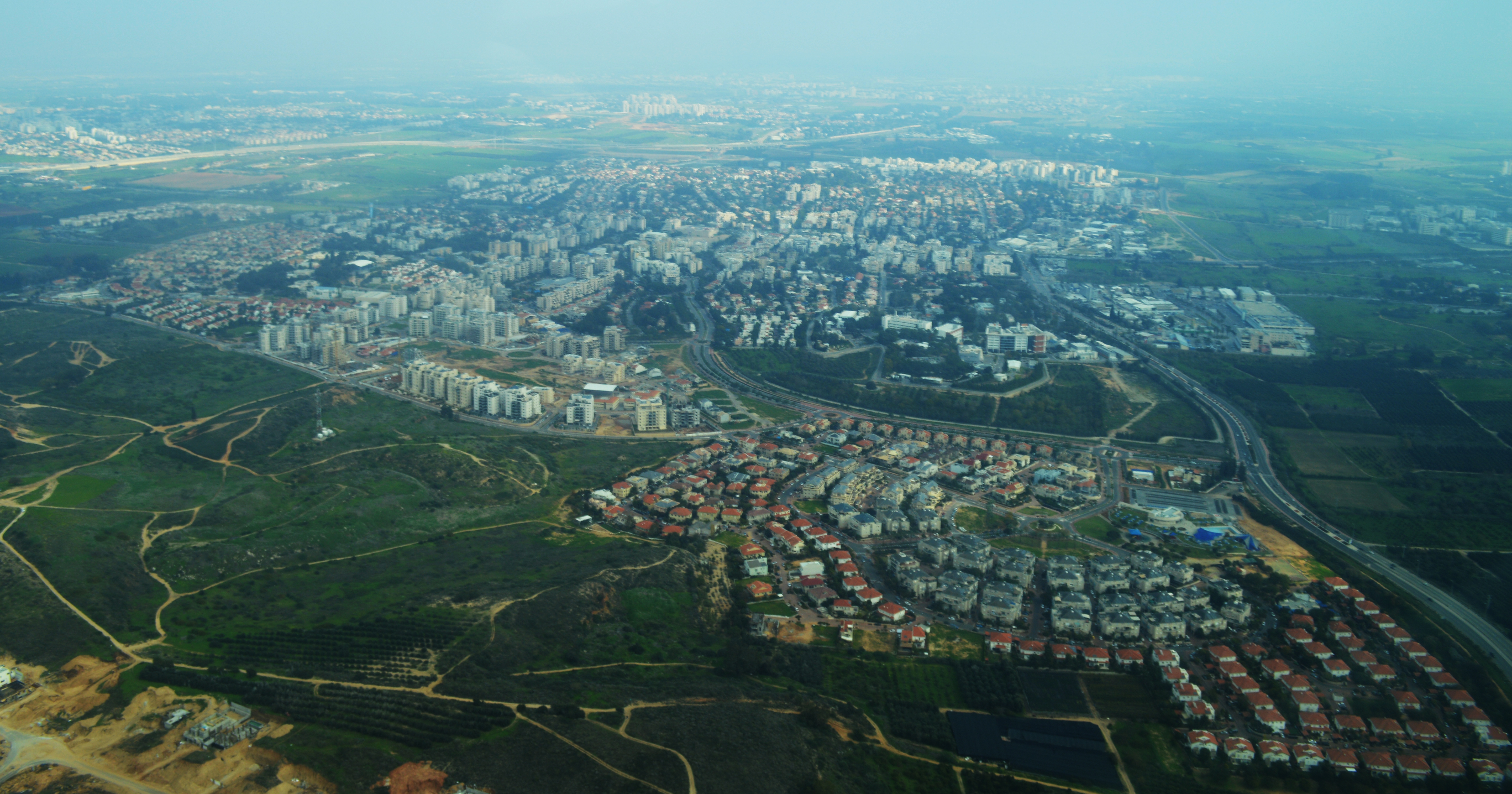
Ness Ziona

## Partnersteden
- Freiberg ( Duitsland)
- Le Grand-Quevilly ( Frankrijk)
- Solingen ( Duitsland)
- Qingdao ( China)

- Bibliothèque nationale de France: cb13735733h (data)
- Gemeinsame Normdatei: 7522602-9
- Library of Congress Control Number: n50079000
- Nationale Bibliotheek van Israël: 987007557262305171
- Virtual International Authority File: 123129410
- WorldCat: E39PBJdRvFHDMKjR8YfPXfHQv3